# ادوین پی. فیشر
ادوین پی. فیشر (به انگلیسی: Edwin P. Fischer) (زادهٔ ۸ آوریل ۱۸۷۳ – درگذشتهٔ نوامبر ۱۹۴۷) یک تنیس‌باز اهل ایالات متحدهٔ آمریکا بود.